# Zénith 96
Tournées par Dorothée
Bercy 94 Bercy 96
Zénith 96 est le quatrième passage de Dorothée dans la salle du Zénith de Paris pour quatre représentations devant 25 000 spectateurs.
Ce spectacle est constitué en majorité de chansons issues de l'album Bonheur City ainsi que de certains des plus grands succès de la chanteuse.
Différents artistes d'AB Productions et BMG se produisent durant la première partie du spectacle : le boys band britannique MN8 ainsi que Babsi en duo avec Isabelle Bouysse qui chantent Le Yaya et les jumelles de la sitcom Premiers baisers (Christine Ever et Stéphanie Ever) qui interprètent Mets un peu de musique.
Initialement prévu pour 7 représentations du 4 au 15 novembre 1995, le spectacle fut reporté à janvier 1996 mais à la suite des manifestations contre le plan Juppé, la première séance (vendredi 12 janvier) fut annulée (les réservations à distance étant fortement réduites). Une tournée de 13 dates fut prévue du 20 janvier au 23 mars 1996, mais sera annulée.
Bien qu'elle fût annoncée dans le Dorothée Magazine, la captation vidéo de ce spectacle ne fut jamais commercialisée et reste totalement inédite en vidéo (notamment dû au refus de l'artiste). En 2006, AB Disques intègre 6 extraits audio du Zénith 96 dans le CD-coffret live "Dorothée à Bercy". Quelques extraits furent dévoilés lors de la soirée Club Do en mai 2006 avant d'être retirés lors des rediffusions.  

## Informations
| Personnes sur scène | | |
| Interprète : - Dorothée Conception et mise en scène : - Jean-François Porry Choristes : - Francine Chantereau - Martine Latorre Lumières : - Jacques Rouveyrollis - Tonio De Carvalho | Musiciens : - Direction musicale : Gérard Salesses - Claude Chamboissier (clavier) - Rémy Sarrazin (basse) - Éric Bouad (guitare et chœur) - Bernard Minet (batterie et chœur) - René Morizur (saxophone et clavier) - Bruno Bongarçon (guitare) Costumes : - Reinhard Luthier Décors : - Yves Pirès - Stéphane Lancellin | Chorégraphe : - Chris Georgiadis Danseurs : - Jorge Valdès - Gilles Toucas - Véronique Attal - Carole Fantony Captation publique : - Pat Le Guen |

## Titres
| No | Titre                         | Durée |
| -- | ----------------------------- | ----- |
| 1. | Intro : Bonheur City          |       |
| 2. | Bonheur City                  |       |
| 3. | Folle de vous                 |       |
| 4. | Tremblement de terre          |       |
| 5. | J'ai cherché, j'ai pas trouvé |       |
| 6. | J'avais un ami                |       |
| 7. | Petit vaurien                 |       |
| 8. | Valise 96                     |       |

| No  | Titre                       | Durée |
| --- | --------------------------- | ----- |
| 1.  | Je rêve                     |       |
| 2.  | 2394                        |       |
| 3.  | Je suis amoureuse de toi    |       |
| 4.  | Nicolas et Marjolaine       |       |
| 5.  | Le collège des cœurs brisés |       |
| 6.  | A l'école                   |       |
| 7.  | Yeah Yeah                   |       |
| 8.  | L'enfant des neiges         |       |
| 9.  | Non non ne dis pas          |       |
| 10. | Des millions de copains     |       |
| 11. | Bonheur City                |       |

## Crédits
- Paroles : Jean-François Porry.
- Musiques : Jean-François Porry / Gérard Salesses.

## Dates et Lieu des Concerts

### Zénith 1996
| Date                        | Ville |
| --------------------------- | ----- |
| 13 janvier 1996 14h30 / 20h | Paris |
| 14 janvier 1996 15h30       | Paris |
| 17 janvier 1996 15h30       | Paris |